# クワッガガイ
クワッガガイ（学名：Dreissena bugensis）はオオノガイ目カワホトトギス科に分類される二枚貝の一種。

## 分布
原産地はウクライナの黒海北西部。
アメリカ、カナダ、ヨーロッパ、ロシアに移入分布する。

## 特徴
殻長2-3cm。貝殻には黒・白・褐色からなる縞模様があり、この模様がシマウマの仲間であるクアッガに似ていることから、その名がついた。
湖沼や河川などの淡水域や汽水域に生息する。さまざまな物に固着して群生し、プランクトンを食べる。

## 外来種問題
北アメリカでは1989年に五大湖で定着が確認されており、バラスト水によって導入されたものとみられている。
利水施設や船舶に大量に付着することで、汚損や破損などの障害となっている。また、在来種の二枚貝の生息地や餌資源を奪うなど競争したり、湖沼全体の栄養源を低下させるといった生態系への問題も引き起こしている。類似した問題を発生させる近縁種にカワホトトギスガイがおり、本種と合わせて定着水域の環境を大きく破壊している。
日本では定着はしていないものの、同様の問題を引き起こす恐れがあるため、外来生物法により特定外来生物に指定されている。